# Boulevard de la Rivière-des-Prairies
Le boulevard de la Rivière-des-Prairies est une voie de Montréal.

## Situation et accès
Ce boulevard est long de 2,2 kilomètres, situé dans l'arrondissement Rivière-des-Prairies–Pointe-aux-Trembles, débute comme continuité de la Rue Broadway Nord de Montréal-Est, traverse le quartier Rivière-des-Prairies et se termine au boulevard Gouin sur les berges de la rivière des Prairies.

## Origine du nom
Le boulevard de la Rivière-des-Prairies est nommé pour rappeler le village et la rivière du même nom.